# Індонезія на літніх Олімпійських іграх 2016
Індонезія на літніх Олімпійських іграх 2016 була представлена 28 спортсменами в 7 видах спорту.

## Нагороди
| Медаль | Спортсмен                    | Вид спорту     | Дисципліна         |
| ------ | ---------------------------- | -------------- | ------------------ |
| Золото | Тонтові Ахмад Ліліяна Натсір | Бадмінтон      | Змішана пара       |
| Срібло | Срі Вагюні Агустіані         | Важка атлетика | Жінки, до 48 кг    |
| Срібло | Еко Юлі Іраван               | Важка атлетика | Чоловіки, до 62 кг |

## Стрільба з лука
| Спортсмен                                     | Дисципліна                        | Попередній раунд | Попередній раунд | 1/32 фіналу         | 1/16 фіналу         | 1/8 фіналу                    | Чвертьфінали       | Півфінали          | Фінал / БМ         | Фінал / БМ       |
| Спортсмен                                     | Дисципліна                        | Результат        | Сіяний           | Суперник Результат  | Суперник Результат  | Суперник Результат            | Суперник Результат | Суперник Результат | Суперник Результат | Місце            |
| --------------------------------------------- | --------------------------------- | ---------------- | ---------------- | ------------------- | ------------------- | ----------------------------- | ------------------ | ------------------ | ------------------ | ---------------- |
| Ріау Ега Агата                                | індивідуальна першість (чоловіки) | 660              | 33               | Xing Y (CHN) W 7–1  | Kim W-j (KOR) W 6–2 | Несполі (ITA) L 0–6           | Завершив виступ    | Завершив виступ    | Завершив виступ    | Завершив виступ  |
| Хендра Пурнама                                | індивідуальна першість (чоловіки) | 655              | 39               | Рубан (UKR) L 4–7   | Завершив виступ     | Завершив виступ               | Завершив виступ    | Завершив виступ    | Завершив виступ    | Завершив виступ  |
| Мухаммад Віджая                               | індивідуальна першість (чоловіки) | 647              | 49               | Несполі (ITA) L 3–7 | Завершив виступ     | Завершив виступ               | Завершив виступ    | Завершив виступ    | Завершив виступ    | Завершив виступ  |
| Ріау Ега Агата Хендра Пурнама Мухаммад Віджая | командна першість (чоловіки)      | 1962             | 10               | Н/Д                 | Н/Д                 | Китайський Тайбей (TPE) W 6–2 | США (USA) L 2–6    | Завершив виступ    | Завершив виступ    | Завершив виступ  |
| Іка Юліана Рочмаваті                          | індивідуальна першість (жінки)    | 617              | 42               | Фолкард (GBR) L 5–6 | Завершила виступ    | Завершила виступ              | Завершила виступ   | Завершила виступ   | Завершила виступ   | Завершила виступ |

## Легка атлетика
Легенда
- Note – для трекових дисциплін місце вказане лише для забігу, в якому взяв участь спортсмен
- Q = пройшов у наступне коло напряму
- q = пройшов у наступне коло за добором (для трекових дисциплін - найшвидші часи серед тих, хто не пройшов напряму; для технічних дисциплін - увійшов до визначеної кількості фіналістів за місцем якщо напряму пройшло менше спортсменів, ніж визначена кількість)
- NR = Національний рекорд
- N/A = Коло відсутнє у цій дисципліні
- Bye = спортсменові не потрібно змагатися у цьому колі

Трекові і шосейні дисципліни
| Спортсмен     | Дисципліна                   | Попередній забіг | Попередній забіг | Чвертьфінал | Чвертьфінал | Півфінал        | Півфінал        | Фінал           | Фінал           |
| Спортсмен     | Дисципліна                   | Результат        | Місце            | Результат   | Місце       | Результат       | Місце           | Результат       | Місце           |
| ------------- | ---------------------------- | ---------------- | ---------------- | ----------- | ----------- | --------------- | --------------- | --------------- | --------------- |
| Судірман Гаді | біг на 100 метрів (чоловіки) | 10.77            | 2 Q              | 10.70       | 9           | Завершив виступ | Завершив виступ | Завершив виступ | Завершив виступ |

Технічні дисципліни
| Спортсмен           | Дисципліна                | Кваліфікація       | Кваліфікація | Фінал              | Фінал            |
| Спортсмен           | Дисципліна                | Результат у метрах | Місце        | Результат у метрах | Місце            |
| ------------------- | ------------------------- | ------------------ | ------------ | ------------------ | ---------------- |
| Марія Наталія Лонда | стрибки в довжину (жінки) | 6.29               | 26           | Завершила виступ   | Завершила виступ |

## Бадмінтон
Чоловіки
| Спортсмен                      | Дисципліна       | Груповий етап                        | Груповий етап                               | Груповий етап                          | Груповий етап | Вибування                          | Чвертьфінал        | Півфінал           | Фінал / БМ         | Фінал / БМ      |
| Спортсмен                      | Дисципліна       | Суперник Результат                   | Суперник Результат                          | Суперник Результат                     | Місце         | Суперник Результат                 | Суперник Результат | Суперник Результат | Суперник Результат | Місце           |
| ------------------------------ | ---------------- | ------------------------------------ | ------------------------------------------- | -------------------------------------- | ------------- | ---------------------------------- | ------------------ | ------------------ | ------------------ | --------------- |
| Томмі Сугіарто                 | одиночний розряд | Шу (USA) W (21–14, 21–10)            | Герреро (CUB) W (21–12, 21–14)              | Н/Д                                    | 1 Q           | Усеф (GBR) L (13–21, 21–14, 16–21) | Завершив виступ    | Завершив виступ    | Завершив виступ    | Завершив виступ |
| Мохаммад Ахсан Хендра Сетьяван | парний розряд    | Аттрі / Редді (IND) W (21–18, 21–13) | Ендо / Кеніті (JPN) L (17–21, 21–16, 14–21) | Chai B / Hong W (CHN) L (15–21, 17–21) | 3             | Н/Д                                | Завершив виступ    | Завершив виступ    | Завершив виступ    | Завершив виступ |

Жінки
| Спортсменка                           | Дисципліна       | Груповий етап                            | Груповий етап                        | Груповий етап                             | Груповий етап | Вибування           | Чвертьфінал                           | Півфінал            | Фінал / БМ          | Фінал / БМ       |
| Спортсменка                           | Дисципліна       | Суперниця Результат                      | Суперниця Результат                  | Суперниця Результат                       | Місце         | Суперниця Результат | Суперниця Результат                   | Суперниця Результат | Суперниця Результат | Місце            |
| ------------------------------------- | ---------------- | ---------------------------------------- | ------------------------------------ | ----------------------------------------- | ------------- | ------------------- | ------------------------------------- | ------------------- | ------------------- | ---------------- |
| Ліндавені Фанетрі                     | одиночний розряд | Vū T T (VIE) L (11–21, 12–21)            | Окухара (JPN) L (12–21, 12–21)       | Н/Д                                       | 3             | Завершила виступ    | Завершила виступ                      | Завершила виступ    | Завершила виступ    | Завершила виступ |
| Нітія Крішинда Махесварі Ґрейся Полії | парний розряд    | Poon L Y / Tse Y S (HKG) W (21–9, 21–11) | Олвер / Smith (GBR) W (21–10, 21–13) | Hoo K M / Woon K W (MAS) W (21–19, 21–19) | 1 Q           | Н/Д                 | Tang Yt / Yu Y (CHN) L (11–21, 14–21) | Завершила виступ    | Завершила виступ    | Завершила виступ |

Змішаний
| Спортсмен                    | Дисципліна    | Груповий етап                                  | Груповий етап                             | Груповий етап                            | Груповий етап | Чвертьфінал                              | Півфінал                               | Фінал / БМ                               | Фінал / БМ      |
| Спортсмен                    | Дисципліна    | Суперник Результат                             | Суперник Результат                        | Суперник Результат                       | Місце         | Суперник Результат                       | Суперник Результат                     | Суперник Результат                       | Місце           |
| ---------------------------- | ------------- | ---------------------------------------------- | ----------------------------------------- | ---------------------------------------- | ------------- | ---------------------------------------- | -------------------------------------- | ---------------------------------------- | --------------- |
| Тонтові Ахмад Ліліяна Натсір | парний розряд | Міддлтон / Чу (AUS) W (21–7, 21–8)             | Іссара / Амітрапай (THA) W (21–11, 21–13) | Чань П С / Го Л Ї (MAS) W (21–15, 21–11) | 1 Q           | Джордан / Сусанто (INA) W (21–16, 21–11) | Чжан Н / Чжао Ю (CHN) W (21–16, 21–15) | Чань П С / Го Л Ї (MAS) W (21–14, 21–12) | 1               |
| Правін Джордан Деббі Сусанто | парний розряд | Лі Ч Х / Чау Х В (HKG) W (21–19, 19–21, 21–15) | Фухс / Міхельс (GER) W (21–16, 21–15)     | Чжан Н / Чжао Ю (CHN) L (11–21, 18–21)   | 2 Q           | Ахмад / Натсір (INA) L (16–21, 11–21)    | Завершив виступ                        | Завершив виступ                          | Завершив виступ |

## Велоспорт

### BMX
| Спортсмен      | Дисципліна     | Кваліфікація | Кваліфікація | Чвертьфінал | Чвертьфінал | Півфінал        | Півфінал        | Фінал           | Фінал           |
| Спортсмен      | Дисципліна     | Результат    | Місце        | Очки        | Місце       | Очки            | Місце           | Результат       | Місце           |
| -------------- | -------------- | ------------ | ------------ | ----------- | ----------- | --------------- | --------------- | --------------- | --------------- |
| Тоні Сяріфудін | BMX (чоловіки) | 40.975       | 31           | 22          | 7           | Завершив виступ | Завершив виступ | Завершив виступ | Завершив виступ |

## Академічне веслування
| Спортсмен     | Дисципліна          | Заїзди  | Заїзди | Втішний заплив | Втішний заплив | Чвертьфінали | Чвертьфінали | Півфінали | Півфінали | Фінал   | Фінал |
| Спортсмен     | Дисципліна          | Час     | Місце  | Час            | Місце          | Час          | Місце        | Час       | Місце     | Час     | Місце |
| ------------- | ------------------- | ------- | ------ | -------------- | -------------- | ------------ | ------------ | --------- | --------- | ------- | ----- |
| Мемо          | одиночки (чоловіки) | 7:14.17 | 3 QF   | Bye            | Bye            | 6:59.76      | 4 SC/D       | 7:25.60   | 3 FC      | 6:59.44 | 16    |
| Деві Юліаваті | одиночки (жінки)    | 9:36.10 | 6 R    | 8:14.81        | 5 SE/F         | Bye          | Bye          | 8:39.95   | 2 FE      | 8:44.54 | 29    |

Пояснення до кваліфікації: FA=Фінал A (за медалі); FB=Фінал B (не за медалі); FC=Фінал C (не за медалі); FD=Фінал D (не за медалі); FE=Фінал E (не за медалі); FF=Фінал F (не за медалі); SA/B=Півфінали A/B; SC/D=Півфінали C/D; SE/F=Півфінали E/F; QF=Чвертьфінали; R=Потрапив у втішний заплив

## Плавання
| Спортсмен            | Дисципліна                       | Попередній заплив | Попередній заплив | Півфінал         | Півфінал         | Фінал            | Фінал            |
| Спортсмен            | Дисципліна                       | Час               | Місце             | Час              | Місце            | Час              | Місце            |
| -------------------- | -------------------------------- | ----------------- | ----------------- | ---------------- | ---------------- | ---------------- | ---------------- |
| Гленн Віктор Сутанто | 100 метрів батерфляєм (чоловіки) | 54.25             | 35                | Завершив виступ  | Завершив виступ  | Завершив виступ  | Завершив виступ  |
| Єссі Йосапутра       | 200 метрів на спині (жінки)      | 2:20.88           | 28                | Завершила виступ | Завершила виступ | Завершила виступ | Завершила виступ |

## Важка атлетика
Чоловіки
| Спортсмен       | Категорія | Ривок     | Ривок | Поштовх   | Поштовх | Загалом | Місце |
| Спортсмен       | Категорія | Результат | Місце | Результат | Місце   | Загалом | Місце |
| --------------- | --------- | --------- | ----- | --------- | ------- | ------- | ----- |
| Еко Іраван      | до 62 кг  | 142       | 2     | 170       | 2       | 312     | 2     |
| Мухаммад Хасбі  | до 62 кг  | 130       | 6     | 160       | 8       | 290     | 7     |
| Тріятно         | до 69 кг  | 142       | 9     | 175       | 14      | 317     | 9     |
| Ай Кетут Аріана | до 69 кг  | 145       | DNF   | —         | —       | —       | DNF   |
| Дені            | до 77 кг  | 146       | 13    | 177       | 12      | 323     | 12    |

Жінки
| Спортсменка          | Категорія | Ривок     | Ривок | Поштовх   | Поштовх | Загалом | Місце |
| Спортсменка          | Категорія | Результат | Місце | Результат | Місце   | Загалом | Місце |
| -------------------- | --------- | --------- | ----- | --------- | ------- | ------- | ----- |
| Срі Вагюні Агустіані | до 48 кг  | 85        | 2     | 107       | 2       | 192     | 2     |
| Деві Сафітрі         | до 53 кг  | 80        | 7     | 105       | 6       | 185     | 7     |